# Philippe Marsset
Dom Philippe André Yves Marsset (Lyon, 30 de setembro de 1957) é um bispo católico francês, bispo-auxiliar da Arquidiocese de Paris.